# WWE SmackDown 900
WWE SmackDown Live 900 fue un episodio especial del programa SmackDown Live, que celebraba su episodio número 900 del show de la WWE. El show se realizó en Mohegan Sun Arena at Casey Plaza de Wilkes-Barre, Pensilvania el Martes 15 de noviembre de 2016. SmackDown Live 900 fue promocionado con el regreso de Undertaker y Edge, quien iba a realizar una entrevista al Team SmackDown en su segmento de Cutting Edge.

## Argumento
El show comenzó con el comisionado y el General Mánager de SmackDown, Shane McMahon y Daniel Bryan respectivamente. Shane les da la bienvenida y Daniel le recuerda a los fanes que Undertaker y Edge harán su regreso esa noche, posteriormente anuncia la primera lucha del show, en la cual The Miz derrota a Dolph Ziggler con ayuda de Maryse y se convierte en el nuevo campeón Intercontinental. Luego se anunció que The Miz defendería el título en Survivor Series el domingo próximo frente a Sami Zayn.
En Backstage, Alexa Bliss le exige al GM Daniel Bryan una revancha por el Campeonato femenino de SmackDown debido a que en la semana anterior Becky Lynch derrotó a Bliss con una cuenta de tres en la que Bliss tenía un pie en la cuerda y el árbitro no la vio.
En la lucha siguiente Kalisto derrotó al competidor de NXT, Oney Lorcan en un corto tiempo. En Backstage, Booker T conversa con el Team SmackDown en parejas, pero es interrumpido por los 'Policías de la moda', Tyler Breeze y Fandango, quienes multan a los presentes y muestran mejores uniformes para los miembros del Team SmackDown.
Luego se mostró un video en el que Undertaker recoge su sombrero y señala que está listo para aparecer esta noche.
La próxima lucha fue Nikki Bella vs. Carmella. La lucha fue interrumpida por Charlotte, quien ingresó a la arena por el público y fue atacada por Nikki, las dos comienzan a luchar en el ringside y se provoca la descalificación. Luego, Charlotte es ayudada por el resto del Team Raw de mujeres (Sasha Banks, Alicia Fox, Dana Brooke, Bayley y Nia Jax), pero llega el Team SmackDown de mujeres (Becky Lynch, Alexa Bliss, Naomi y Natalya) y comienza un enfrentamiento entre los dos equipos, en el cual el equipo de SmackDown resulta vencedor.
Luego, los miembros del Team SmackDown (American Alpha, Slater & Rhyno, The Usos y Breez) vencieron a The Headbangers, Spirit Squad, The Ascension y The Vaudevillains.
En el último segmento de la noche, Edge hace su regreso. Edge admite que es de SmackDown y que su sangre es Azul, y le da la bienvenida al Team SmackDown (AJ Styles, Dean Ambrose, Bray Wyatt, Randy Orton, Shane McMahon y la mascota, James Ellsworth) al Cutting Edge. Edge menciona que ha visto SmackDown desde el draft, y que hablará con alguien que represente todo esto, posteriormente, engaña a AJ Styles con saludarlo a él y saluda a James Ellsworth, la mascota del equipo. AJ Styles se enoja y dice que él es la cara que manda en SmackDown. Edge lo ignora y se nurla de Randy Orton, debido a que se convirtió en un aliado de Bray Wyatt. AJ Styles menciona el combate que tiene con Dean Ambrose en el próximo TLC, pero es interrumpido por unos campanazos que indicaron el regreso de Undertaker.
Undertaker hace su legendaria entrada y habla de WrestleMania, de que Undertaker nació en Survivor Series y que siempre fue parte de SmackDown. Esto da razón a una advertencia al Team Smackdown, puesto a que si estos fracasan en Survivor Series 2016, se las verán con él.

## Resultados
- The Miz derrotó a Dolph Ziggler y ganó el Campeonato Intercontinental.
  - The Miz cubrió a Ziggler luego de invertir un «Small Package» en otro «Small Package».

- Kalisto derrotó a Oney Lorcan.
  - Kalisto cubrió a Lorcan después de un «Salida Del Sol».

- Nikki Bella derrotó a Carmella por descalificación.
  - Carmella fue descalificada luego de que Charlotte atacara a Nikki.
  - Después de la lucha, el Team Raw invadió el show, siendo atacadas por el Team SmackDown.

- American Alpha (Jason Jordan & Chad Gable), Heath Slater & Rhyno, The Usos (Jimmy Uso & Jey Uso) & Breezango (Tyler Breeze & Fandango) derrotaron a The Headbangers (Mosh & Thrasher), The Spirit Squad (Kenny & Mikey), The Ascension (Konnor & Viktor) & The Vaudevillains (Aiden English & Simon Gotch).
  - Gable cubrió a Trasher después de un «Grand Amplitude».